# خيتاي
خيتاي هي بلدة في مقاطعة مبارك في ولاية قشقداريا في أوزبكستان.